# Ribera Baja del Ebro
Ribera Baja del Ebro is een comarca van de Spaanse provincie Zaragoza. De hoofdstad is Quinto, de oppervlakte 989,9 km2 en het heeft 9418 inwoners (2002).

## Gemeenten

Officiële wapen van Ribera Baja del Ebro

Alborge, Alforque, Cinco Olivas, Escatrón, Gelsa, Pina de Ebro, Quinto, Sástago, Velilla de Ebro en La Zaida.